# Federal Capital Territory
Das Federal Capital Territory (FCT) bildet das Hauptstadtterritorium um die nigerianische Hauptstadt Abuja. 

## Geografie
Das Territorium liegt im geografischen Zentrum des Landes und grenzt im Nordwesten und Westen an den Bundesstaat Niger, im Nordosten an den Bundesstaat Kaduna, im Südwesten an den Bundesstaat Kogi, im Osten und Südosten an den Bundesstaat Nassarawa.

## Bevölkerung

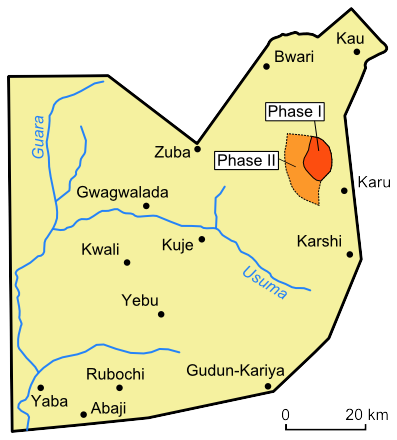
Karte des FCT mit den zwei Bauphasen Abujas

Die Volkszählung vom 26. März 2006 ergab 1.405.201 Einwohner für das Federal Capital Territory. Die Bevölkerungsdichte beträgt 192 Einwohner je Quadratkilometer. Bei der Zählung am 26. November 1991 lebten 371.674 Menschen in dem Territorium.
Für das Jahr 2016 wird die Bevölkerung bereits auf 3,6 Millionen geschätzt. Das Gebiet wächst dank der Zuwanderung in die wohlhabendere Hauptstadtregion um fast 10 % jährlich.

## Geschichte
Das Territorium wurde aus Teilen der damaligen Bundesstaaten Benue-Plateau, North-Central und North-West gebildet. Da das Gebiet schwach besiedelt war (250.000 Einwohner), ergaben sich aus der Entscheidung von 1976, die Stadt Abuja zu bauen, Umsiedlungen in ein Resettlement Village im Norden von Suleja. Die Masterplanung wurde von der International Planning Association (IPA) unter dem Direktor for Planung and Architektur Heinz Schwarzbach 1978/79 für 3 Millionen Einwohner vorgenommen. Der erste Planungsabschnitt sah 1,5 Mio. Einw. vor. Zur Entlastung der Kernstadt Abuja wurden neben der Kreisstadt Gwagwalada vier Kleinstädte entlang der Lokoja-Kaduna-Road (A2) geplant. An der detaillierten Planungen waren viele renommierte internationale Architektur- und Ingenieurbüros beteiligt, unter anderem viele deutsche Büros und Baufirmen, wie F.C. Trapp, Berger und Gauff.

## Verwaltung
Das Gebiet von FCT wurde in sechs Verwaltungseinheiten gegliedert: Abuja Municipal (Garki), Abaji, Bwari, Gwagwalada, Kwali und Kuje.

## Wirtschaft
Das Hauptstadtterritorium erreicht für das Jahr 2019 einen Index der menschlichen Entwicklung von 0,651 und weist damit eine nach UN-Klassifikation mittlere menschliche Entwicklung auf. Unter den 37 Verwaltungseinheiten Nigerias belegt es damit den achten Platz.